# Nothing Lasts Forever (The X-Files)
«Nothing Lasts Forever» es el noveno episodio de la undécima temporada de la serie de televisión estadounidense de ciencia ficción The X-Files. El episodio fue escrito por Karen Nielsen y dirigido por James Wong. Se emitió el 14 de marzo de 2018 en Fox. El lema de este episodio es «I want to be beautiful» (Quiero ser hermosa).
El programa se centra en agentes especiales del FBI que trabajan en casos paranormales sin resolver llamados expedientes X; centrándose en las investigaciones de Fox Mulder (David Duchovny) y Dana Scully (Gillian Anderson) tras su reincorporación al FBI. En este episodio, Mulder y Scully, mientras investigan el robo de órganos humanos, descubren un culto misterioso consumido por rituales macabros.

## Argumento
En un quirófano improvisado en el Bronx, dos cirujanos extraen los órganos de un hombre y lo matan en el proceso. La operación es interrumpida por Juliet, una joven que mata a los cirujanos clavándoles púas de metal en el pecho. Se las arregla para asegurar la mayoría de los órganos y los entrega a un hospital cercano con un mensaje: «Pagaré».
Fox Mulder (David Duchovny) y Dana Scully (Gillian Anderson) se sienten atraídos por el caso porque la evidencia sugiere que fue un asesinato ritual. La policía desestima la especulación de Mulder y cree que los asesinatos están relacionados con una red de robo de órganos, y señala que a uno de los cirujanos se le revocó la licencia médica y era socio de la mafia rusa. Reunidos en una iglesia, los agentes debaten brevemente sobre la naturaleza de la fe. Scully confirma que se han contabilizado todas las donaciones legales de órganos, mientras que Mulder no ha encontrado rastros de ventas ilegales en la dark web. Mulder vincula el mensaje del asesino con un salmo sobre la venganza de Dios, y se da cuenta de que se han quitado las barras de hierro que coinciden con la forma distintiva del arma homicida de la cerca de la iglesia. Debido a esto, Mulder llega a creer que los asesinatos son impulsados por la ira divina en lugar de la adoración demoníaca.
Una conversación con un sacerdote los lleva a Juliet, quien les dice a Mulder y Scully que su hermana Olivia se unió a una secta. Mientras tanto, los órganos perdidos son llevados a la casa de la solitaria estrella de televisión Barbara Beaumont (basado en los nombres de las estrellas de comedia Barbara Billingsley y Hugh Beaumont) y su pareja Randolph Luvenis. Beaumont ha formado un culto, Randy Organ Harvesters (llamado así por su compañero, Randolph), que consume órganos humanos para compensar el proceso de envejecimiento; a pesar de tener ochenta y cinco años, Beaumont parece tener treinta. Los efectos son solo temporales, lo que lleva a Luvenis a unirse quirúrgicamente a otros, alimentándose de ellos parasitariamente para revertir su edad. Juntos, han estado alimentando órganos a sus seguidores y planean unirlos a Bárbara con la esperanza de darle la eterna juventud. Sin embargo, surgen tensiones cuando los órganos robados no son suficientes para alimentar el culto. Cuando Luvenis se va para robar los órganos restantes del hospital, un miembro de la secta se ofrece como sacrificio para mantener a los demás. Después de apuñalarse a sí mismo, se lo comen vivo.
Sabiendo que los órganos robados nunca podrán ser utilizados en un trasplante, Mulder y Scully hacen arreglos para colocar un dispositivo de rastreo en un corazón para que Luvenis lo recupere. Siguen la señal hacia la casa de Beaumont e intentan acceder, sin darse cuenta de la presencia de Juliet. Luvenis, que sufre un envejecimiento acelerado sin anfitrión, se somete a una cirugía para unirse a Olivia. Una vez dentro de la casa, los agentes son dominados por los seguidores de Beaumont, quienes arrojan a Scully por el hueco de un ascensor. Mulder es rescatado por Juliet, quien mata a Beaumont con una estaca de metal en el pecho. La muerte de Beaumont desanima a sus seguidores y permite que Mulder escape. Mientras trata de localizar a Scully en el sótano, Mulder se enfrenta a Luvenis, que tiene la apariencia y la fuerza de un hombre mucho más joven después de haberse unido a Olivia. Luvenis se jacta ante Mulder de haber curado el envejecimiento, que él considera una enfermedad. Olivia proclama su fe en los métodos de Luvenis, pero comienza a tener convulsiones, y cuando Mulder exige que la lleven a un hospital, Luvenis amenaza con cortarle la garganta. Juliet los alcanza y mata a Luvenis; luego se rinde a Mulder. Se descubre que Scully está a salvo, después de haber sido protegida por la basura arrojada por el culto.
Después, Olivia se muestra segura y saludable en casa con su madre, quien ahora está orando por Juliet. Mulder y Scully regresan a la iglesia. Mulder reconoce el poder de la fe, sugiriendo que su ateísmo se debe a que no necesita fe y no a la falta de ella.

## Producción

### Rodaje
El rodaje de la temporada comenzó en agosto de 2017 en Vancouver, Canadá, donde se filmó la temporada anterior, junto con las cinco primeras temporadas del programa.

### Escritor
El episodio fue escrito por Karen Nielsen en su primer crédito de la serie. Nielsen también trabajó como coordinadora de guionistas para las temporadas 10 y 11. La inspiración de Nielsen para el episodio fue revelada en una entrevista con SyfyWire:

Por lo tanto, he estado fascinada con personas que son muy religiosas. Mi hermana es muy católica y yo no. Siempre me ha fascinado que Scully sea muy católica y Mulder no lo sea. Me incliné a creer que sería interesante hacer que Scully reflexionara un poco sobre su religión, especialmente con lo que estaba sucediendo en su vida con William. Y entonces Glen (Morgan) pensó que una secta sería una forma realmente interesante de yuxtaponer eso. Y dije que si, tienes razón y Jim (Wong) estaba súper emocionado también. Entonces, Glen trajo la idea de la secta y ahí es donde creo que llegó el germen del viaje emocional.

A pesar de que el episodio es el penúltimo episodio de la temporada, Nielsen pensó que quería que la escena final del episodio se relacionara con la próxima conclusión. Quería que todo le guiara a William, tratando de crear un impulso que pensara que era necesario.

## Recepción
En su emisión inicial en los Estados Unidos el 14 de marzo de 2018, recibió 3,01 millones de espectadores, lo que representa una disminución con respecto al episodio anterior, que tuvo 3,46 millones de espectadores.
«Nothing Lasts Forever» recibió críticas positivas. En Rotten Tomatoes tiene una aprobación del 100 % con una calificación promedio de 7,57 de 10 basado en 8 reseñas. Liz Shannon Miller, de IndieWire, calificó el episodio de bonito, pero vale la pena dejarlo vibrar en el cerebro esta semana, como preparación para el final de temporada.